# 強制的同一化

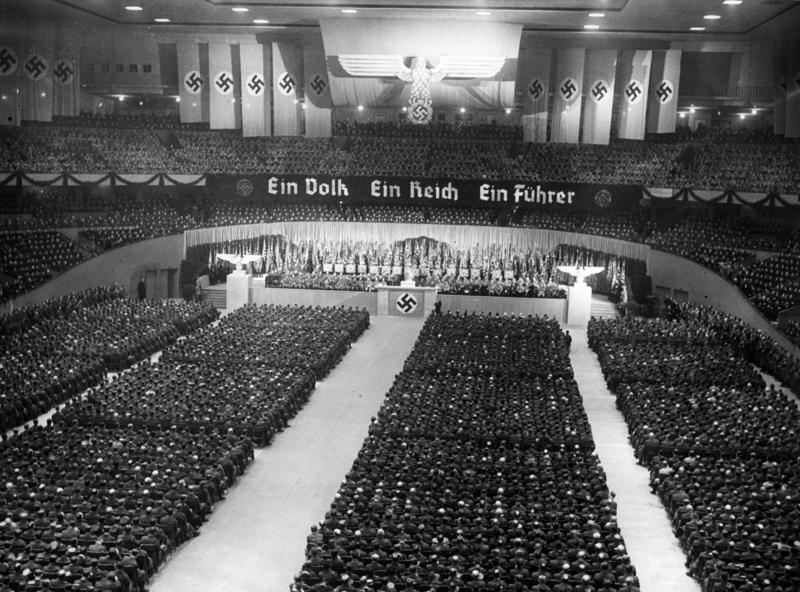
Ein Volk Ein Reich Ein Führer（一つの民族、一つの国、一人の指導者）のスローガンが掲示されたナチ党の集会。1938年3月

強制的同一化（きょうせいてきどういつか、ドイツ語: Gleichschaltung グライヒシャルトゥング、均一化）とは、国家社会主義ドイツ労働者党によるドイツ国内の権力の掌握後に行われた、政治や社会全体を「均質化」しようとするナチス・ドイツの根本政策およびその思想を指す言葉。具体的には、中央政府への政治経済的イデオロギー的権力集中の過程を指し、州自治（地方自治）の吸収や政党・労働組合の解体を含む。均制化、強制的同質化とも訳される。

## 概要
ナチ党の構想するあるべきドイツの姿は、唯一の指導者（Führer）が指導者原理によって、「統一的に生き、統一的に考える民族共同体（Volksgemeinschaft）」を指導する体制を実現することであった。その「民族共同体」はナチ党の望む形であらねばならず、ナチ党が政権を握れば、国家も民族も現在の共同体を解体し、再構築されなければならなかった。その変革対象は社会構造だけではなく、「ドイツ民族全体の思想、感情、欲求」にまで及ぶものであった。1936年の党大会で、アドルフ・ヒトラーが述べた言葉はそれを現している。「我々がとるあらゆる処置は、我々の民族の外面的な相貌ではなく、内面的な本質を変革せんとするものなのだ。」
ナチ党が権力を握った後、政府機関や党はこの目的のために活動した。特に国民の意識面での同一化を担当した機関が、1933年3月13日に設立された国民啓蒙・宣伝省である。大臣ヨーゼフ・ゲッベルスは、就任直後の会見で「政府と民族全体のグライヒシャルトゥング（同一化）の実現」が省の目的であると述べた。宣伝省はドイツ史上かつてないプロパガンダを行い、同一化を推進した。

## 思想的背景
ナチ党の思想である国民社会主義にとって、民族とは「種と運命の同質性に立脚する共同体」であった。特にドイツ民族は、最も高貴とされる北方人種の影響下に生み出された「文化的歴史的共同体」として定義された。しかし、そのドイツ民族が1918年の第一次世界大戦敗北に至ったのは、民族が「内面的堕落」を迎えたためである、とした。その堕落とは「国際主義の跋扈」「闘争本能の衰退」「人種的価値の軽視」であり、そのためにドイツ民族は支配者たる権利を失ってしまったのだとされた。
その堕落からドイツ民族を救うのが国民社会主義運動であり、「諸党派、団体、組合、世界観、さらには身分的自惚れや階級妄想からなるこの雑然とした寄せ木細工」のような現在を、「ドイツ民族に我々の新しい精神を吹き込む」ことによって、「再び鉄のような強固な民族体を鋳造」することができるとした。その強固な民族体において、国民社会主義は「この世界の中でドイツ人であり、ドイツ人であろうと欲するすべての者にとっての拘束力ある法則」であった。この運動という世界観は「ドイツ人の最後の一人に至るまで、ライヒ（ドイツ国家）の象徴を自己の信条として心に抱くようになるまで」継続されるべきものであり、その前には個人の選択などは許されないものであった。
この思想は、ナチ党が政権を握る前からすでに『我が闘争』などの著作で主張されていた。1930年9月25日、ライプツィヒの国軍訴訟でヒトラーは次のように述べている。「国民社会主義運動は、この国の中で、憲法に則した手段でもって自らの目的を実現しようとするものである。（中略）我々は、憲法に即した手段を使って、立法機関の中で決定的な多数派となるように努力する。しかし、それはこのことを実現したその瞬間に、国家を我々の理想と合致する鋳型に入れて鋳直すためにである。」また将来の重要政策として、「民族の内面的価値を計画的に育成増進することにより、ドイツ民族という身体を鍛え強化し一つの有機体へと統一すること」を掲げている。これらは後のナチ党による権力掌握過程と、強制的同一化を予告するものであった。

## 分野別の過程

### 立法

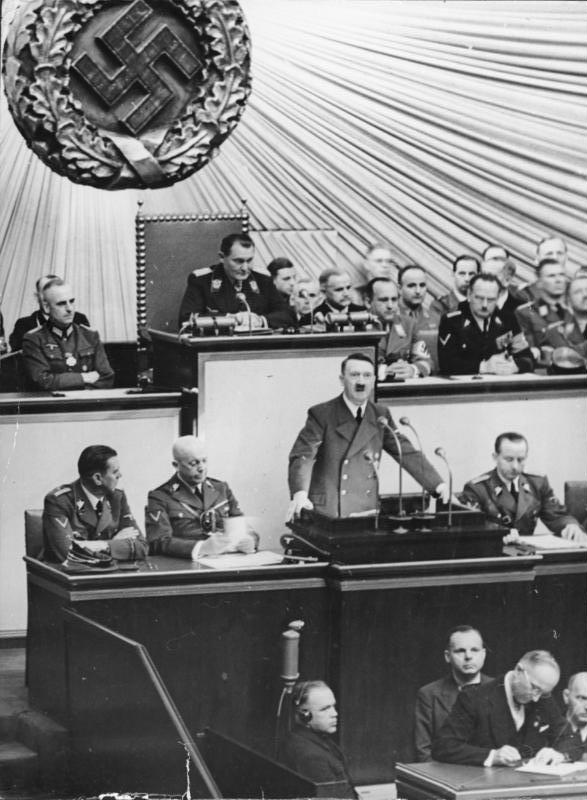
国会で演説するヒトラー。1939年10月9日

権力獲得後、ナチ党は「ドイツにはいかなる階級も存在せず、存在を許されない」というテーゼ から、階級の代表とされる他の政党を排除し、ナチ党のみを代表とする国家を作ろうとした。これは内相となったヴィルヘルム・フリックの「ナチス（国家社会主義）運動を支配する全体性の原則は」「政治生活の領域においてただ一つの正当な根本的世界観があるということを前提とする。このことからして、ナチス国家の中では多様な政党が存在する余地はありえない。」 という言葉にも表れている。
ヒトラー内閣組閣後間もなく、その動きは現れた。1933年2月4日には「ドイツ民族保護のための大統領令」が出され、集会・デモ行進・機関紙は政府の命令があれば禁止されることになった。この法律自体を見ればナチ党も対象であったが、無任所相ヘルマン・ゲーリングが「ライヒ政府によって開始された再建の作業を、国家に敵対する勢力から守るためである」と語ったように、実際にはナチ党とその与党以外が対象となるものであった。その後、国会議事堂放火事件の翌日2月28日に発令された「ドイツ国民と国家を保護するための大統領令」により、ナチ党の政府は法的な手続きによらず、逮捕・拘禁できる権限を手に入れた。彼らの行き先は裁判ではなく、ダッハウ強制収容所を始めとする強制収容所であった。この緊急令はナチス・ドイツの崩壊まで生き続け、数多くの人々を強制収容所へ送ることになる。
ナチ党は、3月の国会議員選挙による勝利を「ナチ党によるライヒ指導が国民によって信任された」と定義し、党が「国民と国家の指導者（nationale Führer)」となったとした。3月6日にドイツ共産党は禁止され、全権委任法成立によって政府が立法権を掌握した後には、ドイツ社会民主党も解散させられた。他の政党も次々と『自主解散』し、7月14日の「政党新設禁止法」（de）によってナチ党以外の政党は消滅した。
10月14日には国会が解散され、11月12日には内相ヴィルヘルム・フリックとナチ党の協議によって作成された候補者リストを「承認」するだけの選挙が行われた。これによって国会は、ナチ党議員と党によって承認された者だけになった。12月11日には新たな国会が開催された。この冒頭でヒトラーは新国会の目的を「ナチスにより構成された国家指導部によって開始された偉大な建設作業に支持を与える」ことと、「党を通して民族との間に生き生きとした結合を与える」こととした。以降国会は単なる政府の協賛機関となり、ヒトラーの発議によって時折開催され、満場一致で賛成する儀礼的なものでしかなくなった。

### ナチ党
ナチ党は、政党新設禁止法で「国内唯一の政党」と規定された。12月1日、「党と国家の統一を保障するための法律」が成立した。この法律でナチ党は「ドイツ国家思想のトレーガー（運搬者）となり、国家と不可分に結ばれる」ことが定められた。選挙後、ヒトラーは国会で「民族は政府のみならず、政府を支配する党にも「ja」（賛意）を与えた。」として、一党支配体制を宣言した。
一方で、党内には不満がくすぶっていた。特に党内最大組織である突撃隊の幹部であるエルンスト・レームらは突撃隊の国軍化を求めており、体制変革も不十分と感じていた。このためゲーリングやヒムラーらは突撃隊の粛清を計画し、突撃隊反乱の噂を振りまいた。ヒトラーも粛清を決意し、1934年6月30日に突撃隊幹部などの反体制派が殺害された。これが「長いナイフの夜」と呼ばれる事件である。

### 指導者
民族がナチ党にライヒ指導を託した結果、その指導者（Führer）であるヒトラーが民族の指導者であることは自明のこととされた。やがて公的な場でヒトラーを呼称する際に、指導者（Führer）と呼ぶ例が増加していった。全権委任法と後述する司法の強制的同一化により、ヒトラーは実質的な三権の支配者となった。この動きに老いたヒンデンブルク大統領は対抗しようとせず、ヒトラーの権力掌握は順調に進んでいった。
1934年、パウル・フォン・ヒンデンブルク大統領の病状が悪化すると、8月1日に「国家元首に関する法律」（de）が制定された。8月2日にヒンデンブルク大統領が死去するとこの法律は発効し、大統領職は首相職と統合され、大統領の権限は「指導者兼首相（Führer und Reichskanzler）」であるアドルフ・ヒトラー個人に委譲された。この時点で、名実ともにヒトラーはドイツ国の最高権力を手に入れた。これ以降、日本ではヒトラーの地位を「総統」と呼ぶことが始まった。
8月3日には「国家元首に関する法律」の施行令が公布されたが、この形式で出される命令は『Führerlass』もしくは『Führerverordnung』、日本語で総統命令または指導者命令と呼ばれる。やがて総統命令は、これまでの大統領令のように法的根拠を示さず、ただ命令のみが書かれるようになる。これはヒトラーが指導者の権限を法律ではなく、自らの指導者としての人格によって生み出されたものと定義していたものによる。この原則は、後の法相ハンス・フランクも「一切の法は指導者から由来する」と述べたように公式見解となり、「指導者の意思がドイツの意思」となった。
ヒトラーが「服従することを何か自明と感じるのが優秀な民族」であると定義したように、指導者に対しては絶対的な忠誠が求められた。ゲーリングが述べたキャッチフレーズ、「指導者が命令する、我々は従う！」はそれを端的に現している。
1938年以降、閣議はほとんど行われなくなり、書面によるやりとりが主なものになった。法案制定はヒトラー直属のライヒ官房や各省、そしてナチ党が主体となった。大臣の署名も儀礼的なものとなり、実権を持つ大臣は僅かな者となった。第二次世界大戦勃発後は政府の法令も減少し、総統命令が主たる法律となった。
1942年4月26日、ナチス・ドイツにおける最後の国会が開催された。この国会で指導者であるヒトラーは「いついかなる状況」においてでも「すべてのドイツ人」に対し、「その者の法的権利にかかわりなく」、「所定の手続きを得ることなく」罰する権利を手に入れた。これによりヒトラーは法律や命令を必要とせず、発言すべてが「法」となる存在となった。

### 地方自治

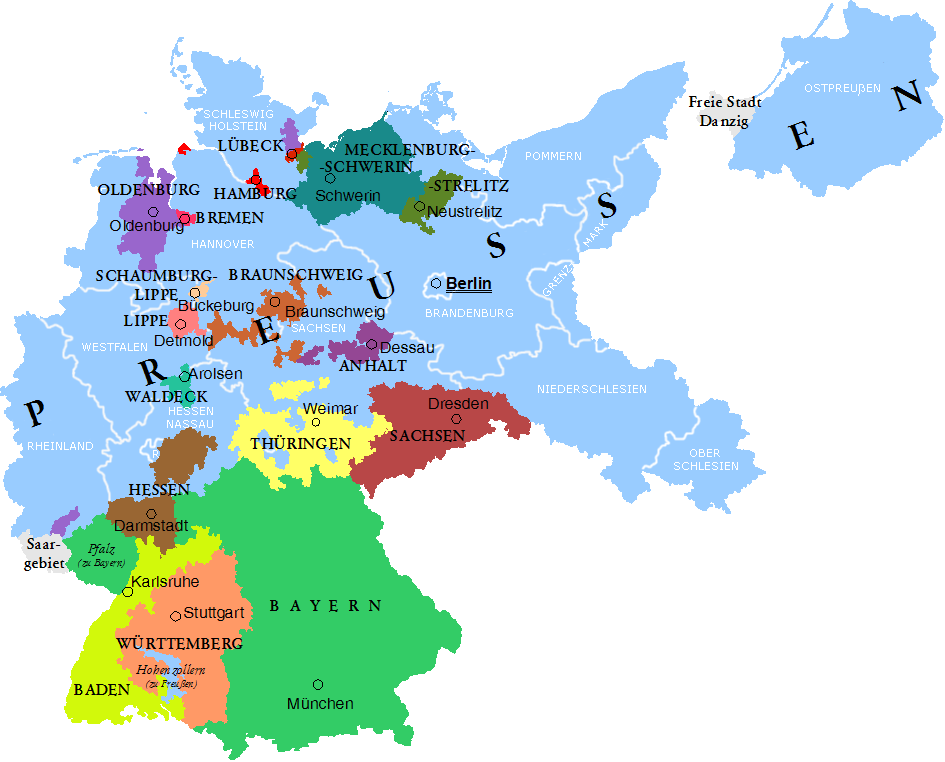
1925年時点の州

1937年時点の州

ヴァイマル共和政下の州は、ドイツ帝国の連邦諸邦から生まれたものであり、強い自治権限を持っていた。特に全土の3分の2を占めるプロイセン州は、パウル・フォン・ヒンデンブルク大統領と思想的立場を異にするドイツ社会民主党やドイツ共産党の勢力が強く、中央政府の意向に反抗することもあった。このため1932年7月20日にフランツ・フォン・パーペン首相はプロイセン州政府を強制解散し、自ら国家弁務官（総督）となることでプロイセン州を支配しようとした。この「プロイセン・クーデター」は、後に州政府が支配される際の先例となった。
ヒトラー内閣が成立した直後の1933年2月6日、「プロイセンにおける秩序ある政府の樹立のためのライヒ大統領令」が発令され、再びパーペンが国家弁務官となり、州政府を掌握した。プロイセン州の新しい内相には、ヒトラー内閣の無任所大臣であったヘルマン・ゲーリングが就任し、プロイセン州の警察権力を握った。この権力は選挙を有利に進め、権力掌握の大きな原動力となった。また2月中旬には同様の措置が各州にもとられ、最後に残ったバイエルン州も3月9日にナチ党の手に落ちた。
全権委任法成立後の3月31日、「ラントとライヒの均質化（Gleichschaltung）に関する暫定法律」（de）が公布された。これにより、各州議会の議席が国会の議席配分に従って決められるようになった。4月7日には「ラントとライヒの均制化に関する暫定法律の第二法律」が公布された。この法律で州議会の解散権や州法の立法権が国に移り、さらに国家弁務官に代わってより権限の強いライヒ代官（または国家代理官、州総督Reichsstatthalter）の設置が定められた。以降、州の権限は少しずつ国家や党に委譲されていくことになる。
1934年1月30日の「ドイツ国再建に関する法（ライヒ新構成法）」により、州は単なる国の下部行政機関であると定められ、州議会は廃止されたうえに、司法分野を除く州の公務員はすべて国家公務員となった。2月5日にはそれまで州ごとに分けられていた国籍が国のもとに一体化された。2月14日には州選出のライヒスラートが廃止された。ライヒスラートの制度は憲法によって国が廃止することは出来ないと定められていたが、「ドイツ国再建に関する法」第四条にある「ライヒ政府は新憲法を制定しうる」という規定がこの措置を可能にした。1935年1月30日、ライヒ代官法が制定され、ライヒ代官の役割は州政府に対する命令者、つまり州行政における排他的な責任者となった。この後、党と政府の一体化が進むにつれ地方の実権は大管区ごとの大管区指導者が握ることになり、州政府の役割は形骸化した。

### 司法
ナチ党が政権を掌握した後も、国会議事堂放火事件の判決に見られるように、司法界は一定の独立的権限を持っていた。また地方の裁判所は州の管轄下に置かれていた。1934年の「ドイツ国再建に関する法」ではこの点も改革が行われた。恩赦権など州ごとの司法権は国に帰属すると定められ、過渡的な措置として州に委託されるものであるとされた。2月16日には『司法権のライヒへの委譲のための第一法律』が制定され、継続中の刑事事件の破棄やすべての規則の制定権が国に移った。
4月22日、「各ラント（州）司法の強制的同質化及び法秩序の新たな形成」を担当する国家弁務官にハンス・フランクが就任した。10月23日には国の司法省とプロイセン州司法省が統合され、12月5日には『司法権のライヒへの委譲のための第二法律』によってすべての司法省が統合した。翌1935年1月24日には『司法権のライヒへの委譲のための第三法律』が制定され、国はすべての司法権限を吸収し、州司法官はすべて国家公務員となった。

### 法制
ライヒ公民 や官吏や軍人に対しては民族と祖国、そして指導者であるアドルフ・ヒトラーに対する忠誠が求められた（忠誠宣誓）。このため故意による犯罪は、この民族共同体を破壊する「民族への裏切り（Volksverrat）」として扱われた。このような文言は「ドイツ民族への裏切りと国家反逆の策謀防止のための特別緊急令」や「ドイツ民族経済への裏切りに対する法律」などに現れている。これらの民族共同体に対する忠誠義務違反の犯罪には、その他の行為に対するよりも重い刑罰が科せられた。これらの思想は犯罪の結果をもって裁かれる「結果刑法」ではなく、犯罪ではなく犯罪者の異図によって裁く意思刑法への転換をもたらした。また裁判も、犯罪ではなく犯罪者の人格を裁くことが目的とされた。このため法の不遡及も、不適当な原則として放棄された。
また、たとえ明文の規定が無くても、法的な責任を有効に課すことが可能であるとされた。これは、まだニュルンベルク法によって禁止されていないドイツ人とユダヤ人の婚姻届を拒否した官吏の措置が、裁判所によって正当なものであるとされた判決にも現れている。この判決では、禁じられていないことは許されているという罪刑法定主義を「ユダヤ的自由主義的道徳思想」として排斥し、「精神的態度、外的な生活行動を唯一もっぱら民族の福利の方向へ整序し、その利害に従属させること」が法であるとされた。
これらの法律を体系的なものとする刑法典の編纂は1933年4月22日から始まったが、法相フランツ・ギュルトナーと党の司法全国指導者ハンス・フランク、副総統ルドルフ・ヘスの確執が草案の策定を難航させた。草案は1939年4月に完成したものの、ヒトラーは承認せず、成立しなかった。

### 治安機関
ヴァイマル共和政時代の警察は各州のものであり、強力な全国的組織は存在しなかった。しかし全土の3分の2を占めるプロイセン州の警察管轄権を手に入れたゲーリングにより、警察権力の再編成が開始された。ゲーリングは警察幹部を突撃隊や親衛隊の幹部と入れ替え、警察を掌握した。4月26日、プロイセン州警察の政治警察部門は新たに州警察秘密局（Geheime Staatspolizeiamt）に変更され、州警察でありながら州内相直轄の組織となった。この組織は国家の存立及び安全に対する闘争を目的として作られたものであり、郵便略号から「ゲシュタポ」の名で呼ばれる。ナチ党による地方の掌握が進むと同様の組織が各州にも作られた。
1934年になると、警察組織の一元化が進んだ。親衛隊全国指導者ハインリヒ・ヒムラーは1月までにプロイセン州以外の政治警察長官に、4月10日にはプロイセン州秘密警察局の長官代理となり、事実上、全土の秘密警察のトップとなった。1936年2月10日にはゲシュタポは全州の秘密警察の監督権を手に入れた。6月17日には内務省内にすべての警察を支配するドイツ警察長官が設置され、ヒムラーが就任した。これにより警察組織の統一が実現した。ヒムラーは警察を秩序警察と保安警察に再編し、警察権力の強化に当たった。

### 国民啓蒙・宣伝省

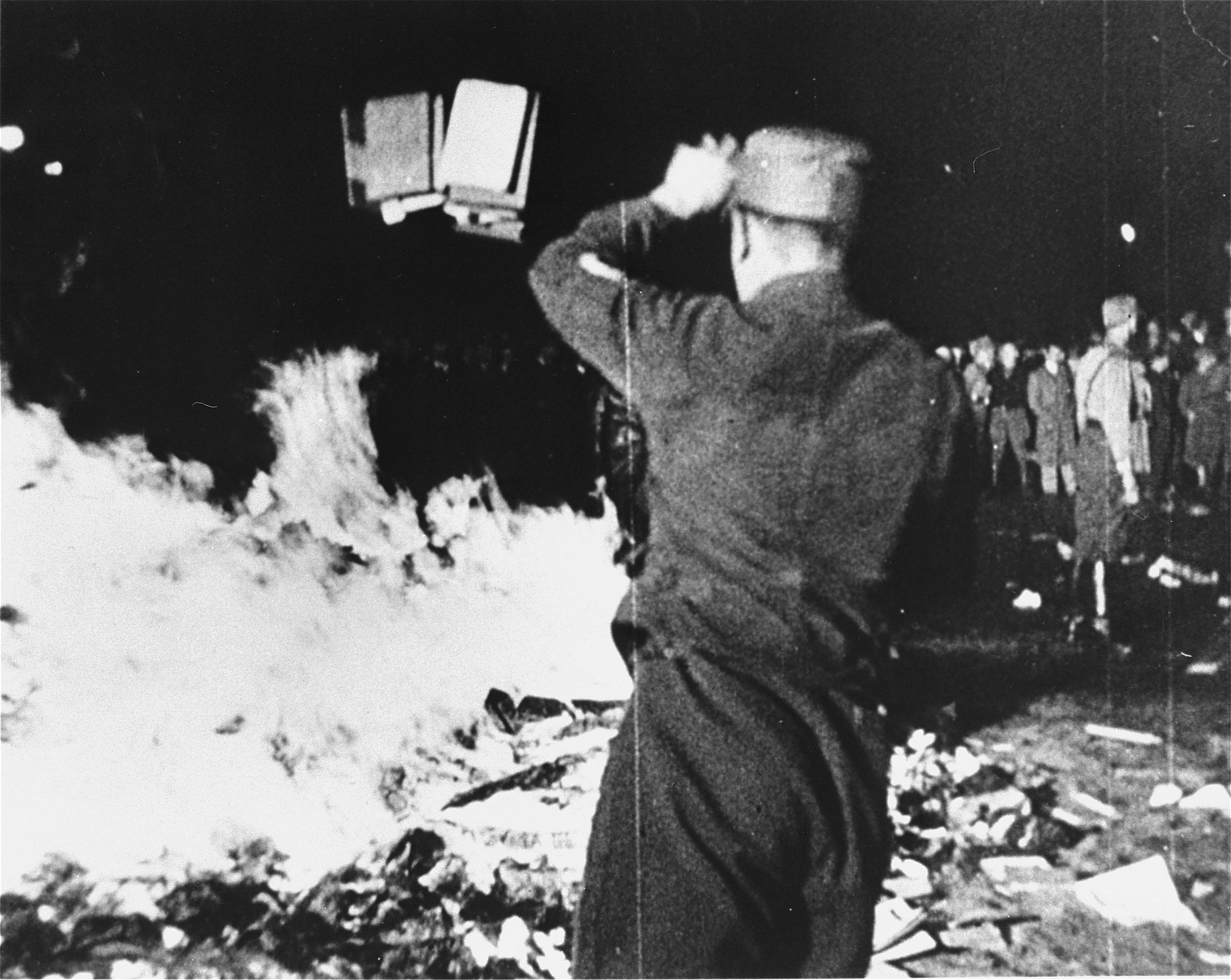
宣伝省による焚書のデモンストレーション

宣伝省は「政府の政策及び祖国ドイツの国民的再建に関する民族への啓蒙と宣伝」を目的とする省庁として、1933年3月13日に設立された。この宣伝省が最初に行った大イベントが、3月21日の「民族高揚の日」と名付けられた国会開会記念式典である。この式典はプロイセン以来のドイツの伝統を反映させた壮麗なものであり、多くの保守的な国民の心をつかんだ。この日は後にポツダムの日（de）と呼ばれるようになる。ナチス・ドイツ時代を通じて宣伝省は、「総統誕生日」や「ナチ党党大会」などの大小のイベントを次々と行い、国家社会主義運動が生み出す興奮と感動を体感させようとした。
ヒトラーは『我が闘争』の中で「国家はいわゆる『新聞の自由』という法螺話に惑わされることなく、断固として民族教育のこの手段を確保し、国家と国民に奉仕させねばならない」と述べているが、この「民族教育の手段」と見なされたものには出版、ラジオ、映画、演劇、芸術なども含まれた。宣伝省とその傘下の帝国文化院（de）はこれらに介入し、あるべき「民族教育」のために検閲や指導を行った。その始まりとして知られるのが、宣伝省主催による1933年5月の「反ドイツ的な書物」の焚書デモンストレーションである。
さらに帝国造形芸術院によって行われた、民族にとって有益な芸術の『大ドイツ芸術展』、害となる芸術の『退廃芸術展』、『退廃音楽展』などのキャンペーンもよく知られている。1939年の第二次世界大戦勃発後は「一言一句すべて虚偽である」外国放送の聴取自体が罪となった。

### 経済
経済面においては1934年2月27日にドイツ経済有機的構成準備法（Gesetz zur Vorbereitung des organischen Aufbaus der deutschen Wirtschaft）が制定され、11月にその施行令が発出された。この法律により農業を除くドイツの全経済分野は工業・商業・手工業・エネルギー産業・銀行・保険業・交通の7部門に分けられ、それぞれの「全国集団（Reichsgruppe）」によって統括された。このうち手工業と交通の集団は業種別の全国イヌング（Innung、工業会議所）団体により、その他は「経済集団」（Wirtschaftsgruppe）、専門集団（Fachgruppe）、専門下部集団（Fachuntergruppe）の階層構造からなる単位組織で構成された。また地域別集団が地域集団（Bezirksgruppe）も組織された。7つの全国集団のうち最大の集団は全国工業集団であり、7つの主要集団（Hauptgruppe）に分けられていた。全ての私企業はこの集団に強制加入させられた。
この企業組織自体はヴァイマル共和政時代にあった組織と特に大きな違いはない。しかし一方で指導者原理に基づき各集団のトップに経済大臣によって任命される指導者（Leiter）が置かれた。経済界の自治は認められたものの、「公益は私益に優先する」（Gemeinnutz geht vor Eigennutz）等のナチズム実践が求められた。
さらに1937年からは「経済の脱ユダヤ化」（Entjudung der Wirtschaft）政策が加速し始めた。ユダヤ人が経営に参画している企業・商店は「ユダヤ経営」として扱われ、「アーリア化」が行われた。ユダヤ人は解雇され、ユダヤ経営とされた会社・商店は清算、閉鎖、譲渡を余儀なくされた。1938年のうちにユダヤ経営の大半はドイツから姿を消し、ユダヤ人の9割が経済基盤を失った。このため、この年はヴォルフガング・ヴィッパーマン（de）によって「ドイツユダヤ人の財政の死」と表現されている。

### 国民生活

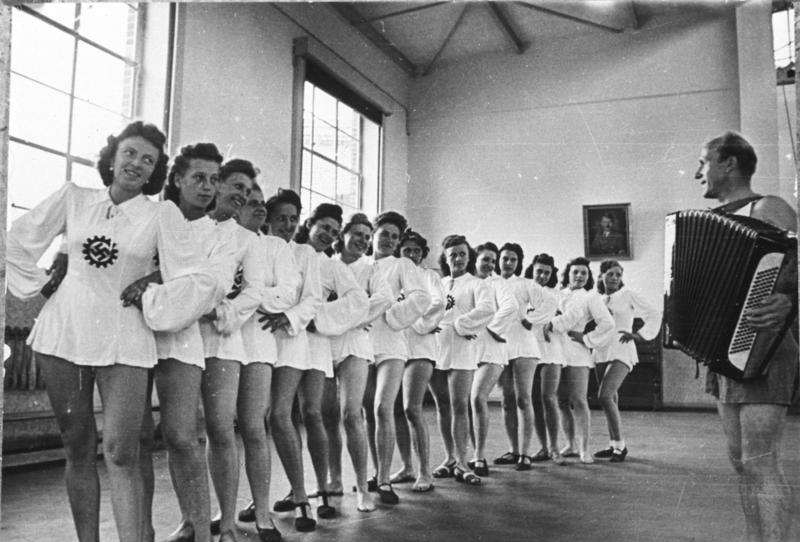
歓喜力行団のスポーツクラブ

ハンナ・アーレントが、全体主義支配の体制にとって最も重要なものは「共同社会の完全なる瓦解による個人化とアトム化」が必要であると指摘したように、強制的同一化は国民達を結びつけていた小さなグループやクラブにまで及んだ。既存の団体はフライコール（ドイツ義勇軍）や医師協会、街のコーラスグループにいたるまで解体され、ナチ党の支配下の組織へと再編成された。
また、各地労働組合も1933年5月1日の「国民労働の日」と題した「政府と労働者の統合の祝日」の翌日に解散させられた。かわりに労働者はドイツ労働戦線に加入することが義務づけられた。労働戦線においては成人のための「国家社会主義教育」が行われた。すなわち、これまでドイツの統一を阻んできた「マルクス主義、自由主義、フリーメイソン、ユダヤ・キリスト教」の教説を抹殺し、階級や身分意識を取り払い、「ドイツ民族たる自覚」を頭の中にたたき込むことである。また、冬季救済事業（de）とよばれる義務的な寄付活動が、民族一人一人が民族共同体への貢献意識をもつための教育活動として行われた。そして労働戦線の下部組織、歓喜力行団は従来であれば同席することもなかった人々を同じ席に座らせ、ダンスや音楽会、憩いの夕べといった娯楽を提供した。これにより人々は階級を超えたつながりをはじめて持つことが出来た。これらを実際に体験したクラウス・ヒルデブラント(en)は「階級間の区別を打ち壊した」と評している。

### 青少年教育

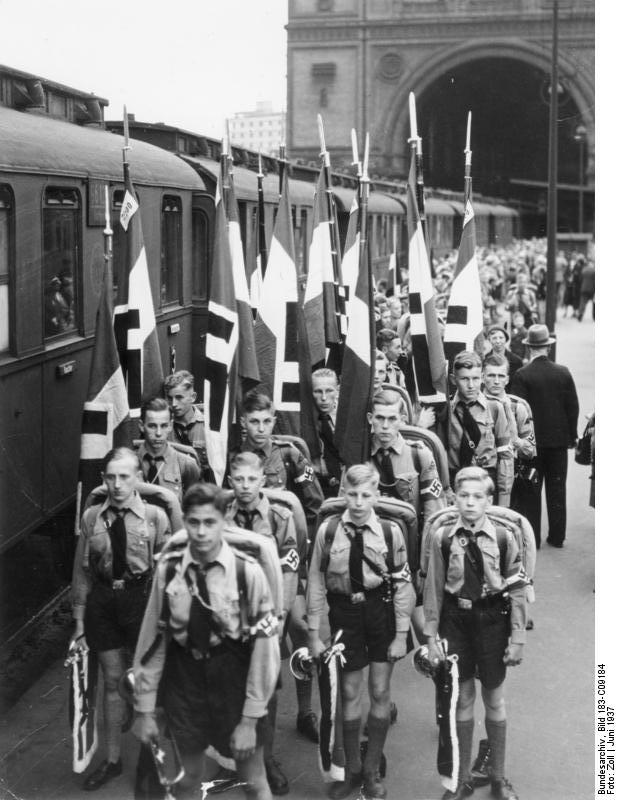
ヒトラーユーゲント

青少年教育に関しては、1938年12月8日、ライヒェンベルクにおける管区指導者（クライスライター）との会合において、ヒトラーが述べた次のような言葉が端的に現している。「少年少女は10歳で我々の組織に入り、そこではじめて新鮮な空気を吸う。その4年後、ユングフォルク（de:Deutsches Jungvolk）からヒトラーユーゲントにやってくると再び我々は彼らを4年間そこに入れて教育する。（中略）我々は彼らを直ちにSA（突撃隊）、SS（親衛隊）、ナチス自動車隊等に入れるのだ。」そこで完全なナチス主義者にならない場合には国家労働奉仕団や国防軍に送り込んで「治療」する。「そうすれば彼らは一生涯もはや自由ではなくなるのだ。」。
これまでの民間青少年団体は解散させられ、ナチ党の団体のみに統一された。学校内部にもナチ党の指導が及ぶようになり、1936年12月1日にはヒトラーユーゲント法が成立し、ヒトラーユーゲントは学校・家庭と並ぶ教育機関であると位置づけられた。
青少年の民族教育は党によって、「我々が欲するままの人間へと」、「自分自身のために過ごすことのできる時期があるなどとは、誰にも言わせはしない。」 ように絶え間なく行われた。また、家庭でも民族教育が行われることが強制され、それを怠った場合には処罰や子供からの損害賠償請求の対象となった。

### 血統

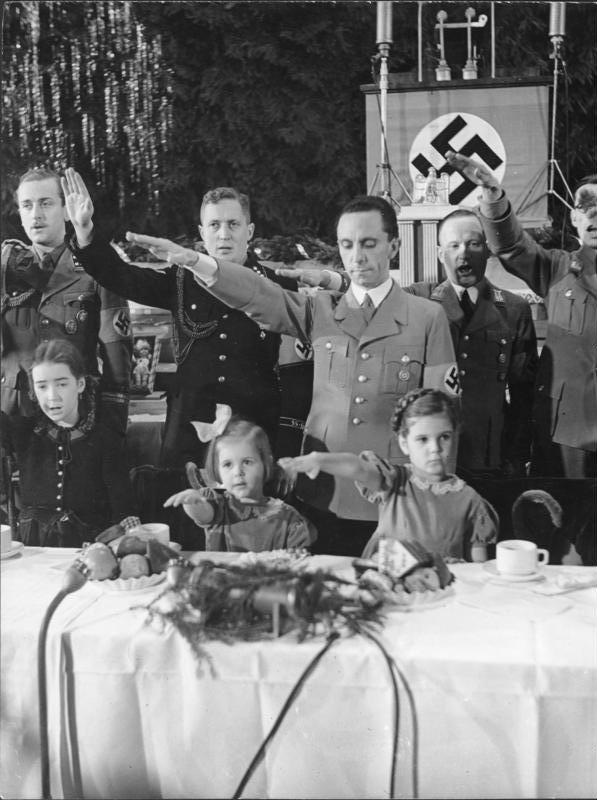
ゲッベルスと子供達。1937年

ナチズムにとって民族共同体を汚すと考えられたものが、優良な民族に対する「種的変質者」や「劣等民族」との混血であった。このうち前者には再犯の蓋然性が見られると判定された、精神障害者を含む「常習犯罪者」・同性愛者をふくむ「道徳犯罪者」・「少年犯罪者」などの「質的犯罪者」、大酒飲みや売春婦のような不道徳な生活を送る者、精神・身体の障害者、遺伝病保持者などが含まれる。これらの「種的変質者」は「劣等な子孫を残すこと」も民族共同体への害になるとして、裁判や断種法に基づく不妊手術や死などの処分が取られた。障害者に対するものとしてはT4作戦が知られている。
また劣等民族のうちドイツ民族と「正反対の人種」であるユダヤ人への迫害は政権獲得以後急速に進んだ。1933年3月26日には突撃隊によるユダヤ人商店のボイコットが全国的に行われた。この行動は今まで反ユダヤ主義の見られなかった地域でも、ユダヤ人に対する迫害が始まるきっかけとなった。4月7日にユダヤ人を含む非アーリア人は公職から追放された。さらに対象は弁護士、医師、農民にまで及んだ。さらにドイツ民族との結婚は1935年のニュルンベルク法で禁止された。これらの政策は後にホロコーストにつながることになる。
一方で優良な民族の血を持つ者には結婚と多産が奨励され、避妊や堕胎は禁じられた。ゲッベルスとの子が6人、前夫との子も含めると7人もの子を産んだゲッベルス夫人はあるべき母親の姿として喧伝された。

### 迫害

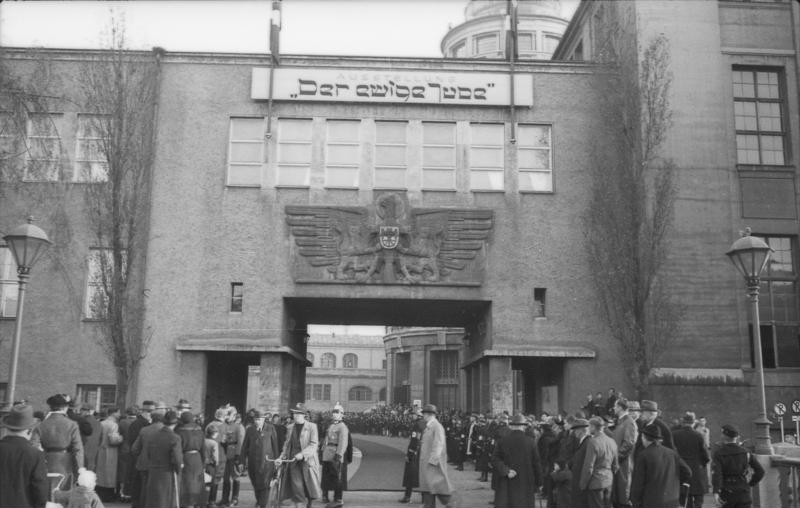
宣伝省制作によるユダヤ人排斥の映画『永遠のユダヤ人』の上映館

ヒトラーは全権委任法成立前の演説で、「国民政府は国家と国民の生存を否定しようとするすべての分岐を（民族共同体）から追放することを自らの義務」とみなし、「民族に対する裏切りは仮借なき野蛮さでもって焼き払われなければならない」とした。こうした追放の対象は、反ナチス思想の持ち主や、種的変質者や劣等民族に加え、「外国への通謀者」（Landesverräter）や、困難な時期に窃盗などを行って利得を図る「民族の害虫」なども含まれる。
1934年4月24日には特別裁判所として人民法廷（民族裁判所、Volksgerichtshof）が設置された。この裁判所は大逆罪、背反罪、ヒトラーに対する攻撃などを管轄した。ゲッベルスは「判決が合法的であるか否かは問題ではない。むしろ判決の合目的性のみが重要なのである。（中略）裁判の基礎とすべきは、法律ではなく、犯罪者は抹殺されねばならないとの断固たる決意である。」と演説し、これを受けて所長となったローラント・フライスラーは被告人の半数近くを死刑へと追いやった。
また、共同体にそぐわないと考えられた者には時として法によらない処分が行われた。共産党員などの強制収容所への保安拘禁、第二革命を唱える突撃隊幹部を殺害した「長いナイフの夜事件」、「水晶の夜」事件のユダヤ人商店の破壊などはその例である。

## 国民の反応
この期間、ドイツ国民の間からは大きな反発がおこらなかった。1933年の国際連盟脱退、1936年のラインラント進駐などのドイツ国民が悲願とするヴェルサイユ体制からの離脱など、政策が支持を集めたこと、失業者減少にある程度成功したことがある。11月12日に国会選挙とともに行われた民族投票では、95.1%が賛成票であり、ダッハウ強制収容所に収監されていた政治犯のほとんどもヒトラーの政策に賛成票を投じた。ただし投票の監視はこの頃にも行われており、投票場への組織的な駆り出し、集会参加の強制、投票内容の監視が行われた。棄権者が処罰される事件も起こっている。また断種措置の根拠となる優生思想やユダヤ人迫害などはすでにヴァイマル共和政時代からその萌芽が存在していたことも一因であった。
しかし強制的同一化の過程で行われた国民動員とプロパガンダが、国民から考える時間と材料を奪った。ミルトン・メイヤー（en）がインタビューした言語学者は、全く新しい活動「集会、会議、対談、儀式、とりわけ提出しなければならない書類」など、以前には重要でなかったことに参加しなければならないか、もしくは参加することを「期待」されていた。それにエネルギーを使い果たし、考える時間はなくなったと回想している。「私たちに考えなければならない課題を突きつけながら、ナチズムは、しかし、絶え間ない変化と『危機』でもって私たちの目を回らせ、心を奪い取っていったのです。まったくのところ、内外の『国家の敵』という陰謀に、私たちの目は見えなくなっていました。私たちには、少しずつ私たちの周りで大きくなっていった恐るべき事態について考える時間はありませんでした。」。
当時、特派員としてドイツに滞在していたウィリアム・L・シャイラーは、多くの人が新聞やラジオの情報とほぼ同じことを語っており、「全体国家の中で、検閲された新聞やラジオによって、人がいかにたやすく獲得されるかを経験することが出来た」と回想している。強制的同一化を経た人々は、それが政府の強制でなく自分から自発的に生み出されたものだと感じており、メイヤーがナチ党員の証言をまとめた本のタイトル『彼らは自由だと思っていた』（They Thought They Were Free）もそれを現している。
1938年9月26日、ズデーテン危機に際してベネシュ大統領に戦争か平和かを突きつけたヒトラーの演説は、強制的同一化が完成した彼の理想形を表すものであった。
第三帝国下のナチ党地方組織による活動報告ではナチスの民衆統制政策が不徹底な形でしか及んでいなかった事が判明している。
それらの実態の記録として以下のようなものとなる。
収穫記念章（Erntefest-Abzeichen）の入荷に伴って、宿泊者に宿泊料を支払わせるのと同じ様な形式でこの記念章を売り捌いた時の住民の反応振りを報告したい。私は生まれてはじめて次の様な（失礼な）言葉に出会った。『お前さんにはっきりと云っておくが、この様なつまらない物は、今の所買わないよ』、『これで私は始末をつけるよ』。一般に人々はこう云っている。『馬鈴薯の収穫がとても悪いので、目下のところ冬期救済事業に出す金が殆ど、または全くない』と。—バイエルン東マルク大管区ゼルプ郡ウンターヴァイセンバッハ準支部
1935年9月27日付　活動・世論報告
前年の収穫祭は全く当地区指導部のみの努力によって敢行されたので、当地区の指導部は、ホーエンベルクの農民がこの催しに積極的に協力しないのならば、収穫祭は行わない、と宣言した。…当地の農民は大部分がこの催しに参加しないし、何らかの形での協力など、とてもしてくれないからである。住民の以上の様な態度は、個々の農産物に対して農民側が勝手な固定価格をつけることを村長が妨害したためなのである。—ゼルプ郡ホーエンベルク地区支部
1935年10月24日付　世論報告
レグニッツローザウ地区農業生産者団指導者（Ortsbauernführer）S氏は、党費が余りに高いので党から脱退すると声明した。彼は自分の属する党ブロック指導者に『党費を払う代わりに（その金で）毎年二揃の長靴を買うつもりだ』と話した。—バイエルン東マルク大管区ゼルプ市レグニッツローザウ地区支部
1935年5月27日付　世論報告
党婦人団長は、多数の婦人が同団を脱退するので嘆いている。脱退者の中には町長夫人もいるが、それは多分、農業生産者団が党婦人団と消極的な形で対立しているからであろう。この問題は十分に調査される。—フランケン大管区アイヒシュテット郡
1935年5月付　宣伝局長報告
8月には「研修の夕べ（Schulungsabend）」がはじまった。参加者は中位。市民たち、実業家の欠席が目立った。参加者が僅かなことについて党地区指導者殿から特に叱責をうけた。官吏たちは研修の夕べに参加するよう、またこの催の意義について、特別の訓示をうけた。—エーバーマンシュタット
1935年8月31日付　州警察郡本署月間報告
多くの農民は収穫感謝祭に参加せず、「比較的暮らし向きの良い農民」は全く参加していない。—クロナハーシュタットシュタイナハ郡チルン準支部
1937年10月19日付　世論報告
地区指導者と党員との個人的な面談では、多くの党下士官層、即ち、それぞれが指導者足らねばならない人々が、我々とはかけ離れた世界観をもっていること、従って戦争の際には、彼等は軍が必要としている精神的支柱とはなり得ないこと、等の重大な欠陥が明らかとなった。古参で功績のある党員が現在なお党の兵卒の地位にある場合には、彼等に各種の研修の機会を与え、彼等を党下級指導者へと教育しあげる事が今後ぜひとも必要であろう。…この方針は党員を不当に優遇するためのものではなく、国土防衛のために必要なことなのである。—レキンゲン地区支部
1938年3月30日付　世論報告
あらゆる微候からみて状況はかなり平穏となった。（教会とナチ党の対立を指す）…驚くべき事には、住民は最も重大な事件（チェコスロバキア併合）について、ほんの僅かな関心しか示していない。…これは政府を信頼しているためと理解すべきだと、私は考えておきたい。…突撃隊では不熱心さが目立っている。特に催しへの参加者が非常に少ない。どの催しにも同じ顔ぶれの隊員だけが出席しており、しかもその連中は通常かなり老人で、即ち満期兵たちである。ヒトラーユーゲント、少年団、少女団はいばら姫の様に眠り込んだままであって、…支持者が非常に少ない。…ドイツ労働戦線、即ち（同団の）地区代表（Ortsobmann）は、英雄顕彰の日（Tag der Heldenehrung）に輝かしいお手本を示した。というのも、この祭典に彼もその部下も全然現れなかったからである。―いつも他団体の後について行進するのはいやだという口実で。私の想像するところ、多くの会員は既に赤十字団に移行しており、そちらの行列に参加しているからである。しかし少なくとも彼は、地区の（ドイツ労働戦線）団旗だけは参加させるように勧誘すべきであったろうに。このこともまた行われなかった。—フランケン大管区アイヒシュテット郡ナセンフェルス地区支部
1939年3月22日付　世論報告
以上の如く、第三帝国下の民衆が通説で主張されてきたよりも遙かに実利的な生活態度をとっており、ナチ党の宣伝によって洗脳されたり、おどらされた形跡が通説程は無かったこと、民衆の社会生活が、その底辺において緩やかな変化を遂げつつも、基本的には連続性を保っていたことが窺える。しかし、強制収容所における残虐行為や、戦時下の占領地における官憲の蛮行といった行為も政策も、本国におけるここにみるような意外に平凡な現実を土台として、しかも伝統的性を維持する社会諸集団、支配勢力、一般民衆の支持と寛容の下に行われた、という事を重視すべきである。
ナチスが社会を変革出来なかったのは、彼等が変革を欲しなかったからであり、また彼等が変革に必要な強い貫徹力を持っていなかったからである。従ってナチスは、ドイツの社会生活を実際には画一化する事は出来なかった。ヒトラーは全能であり、ドイツ民衆は精神も行動様式も画一化されロボット同然となり、各種の利益集団や職業的組織も画一化されそれぞれに特有な要求を提出するほどの独自性を失ってしまった、という通説は誤りである。ナチスは十分な力を持っていなかったので、民衆の社会生活上の利害や風習や感情に対して妥協せざるを得なかったのである。しかし、民衆の側も基本的にはナチス体制の内部で自らの欲求を実現しようとしていた。

## 結果
これらの政策により、ナチ党は1945年のドイツ降伏までの12年間、ドイツを統治し続けた。しかし国民全体の完全な同一化は達成されなかった。企業や軍部に対するナチ党の侵入も完全に徹底されたわけではなく、圧力団体としての抵抗力を残した。また告白教会や黒いオーケストラなどの反ナチ運動に加入する、反ナチ的な思想を持つ人々は残存しており、ナチス教育を受けた世代でも白いバラなどの勢力が生まれた。
また、これを指導するべきナチ党の指導者間でも権力闘争が頻発した。これは同一化されるべき民族共同体の定義が曖昧であったことも一因であった。ゲッベルスが「ナチズムは個別の事柄や問題を検討してきたのであって、その意味では一つの教義を持ったことがない」と発言したように、民族共同体の定義は発言する者によって微妙な相違があった。ヘスは党活動による統治を、ヒムラーは神秘主義的な人種国家大ゲルマン帝国を、フリックは官僚国家、リヒャルト・ヴァルター・ダレは血と土のイデオロギーに基づく「血と土の新貴族」による世界を、ロベルト・ライは労働戦線を主体とした「労働の貴族による業績共同体」、バルドゥール・フォン・シーラッハはヒトラーユーゲントの主導する世界を構想していた。彼らはそれぞれの理想を実現するために、自らの支配下でその路線を推し進め、一方では権力抗争を繰り広げた。これをハンス・モムゼン（en）などの研究者は激しい権力闘争に見舞われた「機構的アナーキー」状態であったと見ている。これらの権力闘争の中で闘争を超越した、シンボリックな「ヒトラーの意思」は絶対的なものとなった。

## 年表
1933年
- 1月30日 ヒトラー内閣成立。
- 2月4日 ドイツ民族保護のための大統領令。政府による集会・デモ・政党機関紙の制限が可能となる。
- 2月6日 大統領令により、プロイセン州内閣の権限が国家弁務官に譲渡されることとなる。この措置は2月中旬までにほとんどの州で行われ、地方行政が国家の監督を強く受けることとなる。強制的同一化の開始。
  - ゲーリングが無任所相兼プロイセン州内相に就任。プロイセン州の警察権力をナチス党が掌握。
- 2月21日 突撃隊・親衛隊・鉄兜団団員5万名がプロイセン州の「補助警察」となる
- 2月24日 プロイセン州警察が共産党本部カール・リープクネヒト館を襲撃。「武力革命の計画書」を発見したと公表。
- 2月27日 国会議事堂放火事件発生。
- 2月28日 「ドイツ国民と国家を保護するための大統領令（en）」と「ドイツ民族への裏切りと国家反逆の策謀防止のための特別緊急令(en)」の二つの緊急大統領令が布告される。後の政府が行う非常手段の大半の根拠となった。
- 3月5日 国会議員選挙結果発表。ナチ党は43.9%の票を獲得、288議席を得た。
- 3月10日 バイエルン州の国家弁務官にフランツ・フォン・エップが就任し、州政府を解体。すべての州が国家弁務官の支配を受けることになる。
- 3月12日 新国旗を制定するまで黒・白・赤の旧ドイツ帝国国旗とナチ党旗であるハーケンクロイツ旗の両方を掲げる事を定めた。
- 3月13日 国民啓蒙・宣伝省設立。
- 3月20日 ダッハウ強制収容所設立。
- 3月21日 新国会の開会式。ヒトラーはヴァイマル共和国の伝統を否定し、ドイツ帝国からの権威継承を表明する。国民高揚の日と名付けられ祝日となる。（ポツダムの日）
- 3月23日 議会において授権法（全権委任法）が成立。立法権を政府が掌握し、独裁体制が確立された。
- 3月31日 ラントとライヒの均制化（Gleichschaltung）に関する暫定法律（de）公布。各州議会の議席が国会の議席配分に従って決められるようになり、地方自治権はほぼ停止する。4月7日には『ラントとライヒの均制化に関する暫定法律の第二法律』が公布。国家弁務官に代わってライヒ代官（または国家代理官、州総督Reichsstatthalter）が中央政府から各州政府に派遣される。
- 4月7日 ユダヤ人が公職から追放される。
- 5月1日 国民労働の日。政府と労働者の結束が謳われる。
- 5月2日 突撃隊と親衛隊が全国の労働組合支部を襲撃。ドイツ国内の労働組合が消滅
- 5月10日 宣伝省主催による反ドイツ的な書物の焚書キャンペーンが行われる。（de）
- 6月21日 ドイツ社会民主党が禁止される。鉄兜団が突撃隊に吸収される。
- 6月27日 ドイツ国家人民党が自主解散。党首アルフレート・フーゲンベルクが経済相・食糧農業相を辞任。
- 6月28日 ドイツ国家党が自主解散。
- 7月3日 中央党が自主解散。
- 7月4日 バイエルン人民党・ドイツ人民党が自主解散。
- 7月14日「政党新設禁止法」（de）公布。ナチ党以外の政党の存続・結成が禁止される。同日、「断種法」制定。
- 11月12日 国会議員選挙 投票内容はリストへの賛否のみ。
- 12月1日「党と国家の統一を保障するための法律」公布。ナチ党と国家の一体化が定められる。

1934年
- 1月30日 「ドイツ国再建に関する法」成立。各州の主権がドイツ国に移譲され、州議会が解散される。すべての州公務員が国家の支配を受けることになる。
- 2月5日 州ごとの国籍が廃止となり、ドイツ国籍に統一される。
- 2月14日 第二院（ライヒスラート）が廃止。
- 2月16日 司法権の政府への委譲が定められる。
- 2月27日 ドイツ経済有機的構成準備法制定
- 4月24日 人民法廷 設置
- 6月30日 「長いナイフの夜」事件。突撃隊幹部や前首相シュライヒャーなど政敵が粛清される。
- 8月1日 「国家元首に関する法律」（de）が閣議で定められる。
- 8月2日 ヒンデンブルク大統領が死去。「国家元首に関する法律」が発効し、首相職に大統領職が統合されるとともに、「指導者およびドイツ国首相（Führer und Reichskanzler））アドルフ・ヒトラー」個人に大統領の権能が委譲される。これ以降、日本語でヒトラーの地位を「総統」と呼ぶことが始まる。
- 8月19日 国家元首に関する法律の措置に対する国民投票。投票率95.7%、うち89.9%が賛成票を投じる。

1935年
- 1月30日 「ライヒ代官法」公布
- 4月1日 司法全体が政府に継承され、各州すべての司法官が国家公務員となる。（司法権吸収の完了）
- 9月15日 ハーケンクロイツ旗が新国旗となる。ニュルンベルク法、ライヒ公民法成立。

1936年
- 1月30日 「ヒトラーユーゲント法」公布
- 2月10日 ゲシュタポの権限がドイツ国内に拡大
- 6月17日 全ドイツの警察長官にヒムラーが就任
- 9月9日 第二次四カ年計画開始